# Tímár Krisztián
Tímár Krisztián (Budapest, 1979. október 4. –) válogatott magyar labdarúgó, hátvéd, edző.

## Pályafutása

### Klubcsapatban
Tímár a Ferencváros neveltje, hivatásos pályafutását az MTK Budapest FC együttesében kezdte. A 2000-2001-es szezont az NB II-ben szereplő BKV Előre SC csapatában töltötte el. A következő másfél idényben a Videoton alkalmazásában állt. A 2001-2002-es bajnokságban 30 mérkőzésen lépett pályára a székesfehérváriaknál, és négy gólt szerzett, ami az egy szezonban szerzett góljait tekintve a legjobb eredménye. Az új szezont szintén a Videotonnál kezdte, de csak az ősszel szerepelt a fehérvári gárdában. 15 bajnokin játszott, gólt nem szerzett.
2003-ban első ízben lett légiós, a Veikkausliigába frissen feljutott FC Jokeritbe igazolt. Finnországban egy teljes szezont játszott (az észak-európai országokban tavaszi-őszi rendszerben rendezik a bajnokságot, azaz egy bajnoki évad a naptári év szerint zajlik), 12-szer szerepelt a Jokerit színeiben a bajnokság során, 1-szer volt eredményes. A rövid kitérő után ismét hazánkba igazolt, ezúttal az FC Tatabányához, ahol szintén nem töltött el sok időt, egy idény után a Nyíregyháza Spartacus FC labdarúgója lett. A 2004-2005-ös bajnokságban 12 mérkőzésen lépett pályára, a szezont rúgott gól nélkül zárta. A 2005-2006-os bajnoki évet ismét új csapatban kezdte, a nagy múltú Ferencvárosi TC játékosa lett. 23 bajnoki találkozón lépett pályára a zöld-fehéreknél, 3-szor volt eredményes. Ebben az idényben bemutatkozott az európai kupaporondon is, az UEFA-kupa selejtezőjének 1. fordulójában a fehérorosz MTZ-RIPA ellen már az 1. mérkőzésen is nevezték a keretbe, akkor azonban még csak a kispadon kapott helyet, de nem cserélték be. 2005. július 28-án a visszavágón azonban már a kezdőcsapat tagja volt, és végig is játszotta a kupamérkőzést, ami a Ferencváros kiesésével zárult. 
Az FTC kizárása miatt az új idényt az NB II Keleti csoportjában kezdte. 13 bajnokin lépett pályára, melyeken háromszor talált be az ellenfél kapujába. A 2007-es év elején a Ferencváros kölcsönadta a hátvédet az angol másodosztályban szereplő Plymouth Argyle FC-nek, ahova Halmosi Péterrel együtt került. A tavaszi szezonban 9 bajnokit játszott, egy találatot ért el, valamint az FA Kupában is szerepelt két mérkőzésen. A kölcsönszerződés lejártával 2007. május 7-én a Plymouth 75,000 fontért végleg megvásárolta Tímárt. A 2007-2008-as idényben 37 bajnokin három gólt lőtt, szerepelt egy alkalommal az FA Kupában, valamint az Angol labdarúgó-ligakupa sorozatban is debütált (3 mérkőzés).
Folyamatos jó teljesítményével felhívta magára az akkori szövetségi kapitány, Várhidi Péter figyelmét is, aki a Szlovénia elleni barátságos mérkőzésre meghívót küldött Tímárnak. Még a 2007–2008-as szezon befejezése előtt a Plymouth szurkolói Tímárt választották meg a szezon legjobbjának a csapatban.
2010 januárjában klubja kölcsönadta a harmadosztályú Oldham Athleticnek. 2011 nyarán a Plymouth Argyle FC felbontotta a szerződését. A Ferencvárosnál is szóba került a leigazolása, több helyen is járt próbajátékon. Végül 2011 novemberében 2012. augusztus 31-ig szóló szerződést kötött a kétszeres vietnámi bajnokcsapattal, a SHB Ðà Nẵng FC-vel.

### A válogatottban
A magyar labdarúgó-válogatottban Szlovénia ellen mutatkozott be 2008. március 26-án. A kezdőcsapatban kapott helyet, a mérkőzést végigjátszotta. Ez volt Várhidi Péter utolsó mérkőzése. Az új szövetségi kapitány, Erwin Koeman Montenegró ellen játszatta újra 2008. augusztus 20-án, ahol Juhász Roland cseréjeként lépett pályára. Az Északír labdarúgó-válogatott ellen 2008. november 19-én kerettag volt.

## Sikerei, díjai
- Az év játékosa a Plymouth Argyle FC-ben: 2008

## Statisztika

### Klub teljesítmény[3][5]
| Klub                  | Szezon   | Championship  | Championship  | FA Kupa     | FA Kupa     | Ligakupa | Ligakupa | —      | —      | Összesen | Összesen |
| Klub                  | Szezon   | Mérk          | Gól           | Mérk        | Gól         | Mérk     | Gól      | Mérk   | Gól    | Mérk     | Gól      |
| --------------------- | -------- | ------------- | ------------- | ----------- | ----------- | -------- | -------- | ------ | ------ | -------- | -------- |
| Plymouth Argyle       | 2008–09  | —             | —             | —           | —           | —        | —        | —      | —      | —        | —        |
| Plymouth Argyle       | 2007–08  | 38            | 3             | 1           | 0           | 3        | 0        | —      | —      | 42       | 3        |
| Plymouth Argyle       | 2006–07  | 9             | 1             | 2           | 0           | —        | —        | —      | —      | 11       | 1        |
| Plymouth Argyle       | Összesen | 47            | 4             | 3           | 0           | 3        | 0        | —      | —      | 53       | 4        |
| Klub                  | Szezon   | NB II         | NB II         | Magyar Kupa | Magyar Kupa | —        | —        | Európa | Európa | Összesen | Összesen |
| Klub                  | Szezon   | Mérk          | Gól           | Mérk        | Gól         | Mérk     | Gól      | Mérk   | Gól    | Mérk     | Gól      |
| Ferencvárosi TC       | 2006–07  | 13            | 3             | 2           | 0           | —        | —        | —      | —      | 15       | 3        |
| Ferencvárosi TC       |          | NB I          | NB I          | —           | —           | —        | —        | —      | —      | —        | —        |
| Ferencvárosi TC       | 2005–06  | 23            | 3             | —           | —           | —        | —        | 1      | 0      | 24       | 3        |
| Ferencvárosi TC       | Összesen | 36            | 6             | 2           | 0           | —        | —        | 1      | 0      | 39       | 6        |
| Klub                  | Szezon   | NB I          | NB I          | Magyar Kupa | Magyar Kupa | —        | —        | —      | —      | Összesen | Összesen |
| Klub                  | Szezon   | Mérk          | Gól           | Mérk        | Gól         | Mérk     | Gól      | Mérk   | Gól    | Mérk     | Gól      |
| Nyíregyháza Spartacus | 2004–05  | 12            | 0             | —           | —           | —        | —        | —      | —      | 12       | 0        |
| Nyíregyháza Spartacus | Összesen | 12            | 0             | —           | —           | —        | —        | —      | —      | 12       | 0        |
| Klub                  | Szezon   | NB I          | NB I          | Magyar Kupa | Magyar Kupa | —        | —        | —      | —      | Összesen | Összesen |
| Klub                  | Szezon   | Mérk          | Gól           | Mérk        | Gól         | Mérk     | Gól      | Mérk   | Gól    | Mérk     | Gól      |
| FC Tatabánya          | 2003–04  | —             | —             | —           | —           | —        | —        | —      | —      | —        | —        |
| FC Tatabánya          | Összesen | —             | —             | —           | —           | —        | —        | —      | —      | —        | —        |
| Klub                  | Szezon   | Veikkausliiga | Veikkausliiga | Suomen Cup  | Suomen Cup  | —        | —        | —      | —      | Összesen | Összesen |
| Klub                  | Szezon   | Mérk          | Gól           | Mérk        | Gól         | Mérk     | Gól      | Mérk   | Gól    | Mérk     | Gól      |
| FC Jokerit            | 2003     | 12            | 1             | —           | —           | —        | —        | —      | —      | 12       | 1        |
| FC Jokerit            | Összesen | 12            | 1             | —           | —           | —        | —        | —      | —      | 12       | 1        |
| Klub                  | Szezon   | NB I          | NB I          | Magyar Kupa | Magyar Kupa | —        | —        | —      | —      | Összesen | Összesen |
| Klub                  | Szezon   | Mérk          | Gól           | Mérk        | Gól         | Mérk     | Gól      | Mérk   | Gól    | Mérk     | Gól      |
| Videoton              | 2002–03  | 15            | 0             | —           | —           | —        | —        | —      | —      | 15       | 0        |
| Videoton              | 2001–02  | 30            | 4             | —           | —           | —        | —        | —      | —      | 30       | 4        |
| Videoton              | Összesen | 45            | 4             | —           | —           | —        | —        | —      | —      | 45       | 4        |
| Klub                  | Szezon   | NB II         | NB II         | Magyar Kupa | Magyar Kupa | —        | —        | —      | —      | Összesen | Összesen |
| Klub                  | Szezon   | Mérk          | Gól           | Mérk        | Gól         | Mérk     | Gól      | Mérk   | Gól    | Mérk     | Gól      |
| BKV Előre             | 2000–01  | —             | —             | —           | —           | —        | —        | —      | —      | —        | —        |
| BKV Előre             | Összesen | —             | —             | —           | —           | —        | —        | —      | —      | —        | —        |
| Klub                  | Szezon   | NB I          | NB I          | Magyar Kupa | Magyar Kupa | —        | —        | —      | —      | Összesen | Összesen |
| Klub                  | Szezon   | Mérk          | Gól           | Mérk        | Gól         | Mérk     | Gól      | Mérk   | Gól    | Mérk     | Gól      |
| MTK Hungária          | ??–??    | —             | —             | —           | —           | —        | —        | —      | —      | —        | —        |
| MTK Hungária          | Összesen | —             | —             | —           | —           | —        | —        | —      | —      | —        | —        |
| Összesen              |          | 152           | 15            | 5           | 0           | 3        | 0        | 1      | 0      | 161      | 15       |

(A statisztikák 2008. május 4-e szerintiek.)

### Mérkőzései a válogatottban
| Magyarország | Magyarország        | Magyarország                    | Magyarország | Magyarország | Magyarország | Magyarország | Magyarország | Magyarország |
| #            | Dátum               | Helyszín                        | Hazai        | Eredmény     | Vendég       | Kiírás       | Gólok        | Esemény      |
| ------------ | ------------------- | ------------------------------- | ------------ | ------------ | ------------ | ------------ | ------------ | ------------ |
| 1.           | 2008. március 26.   | Zalaegerszeg, ZTE Aréna         | Magyarország | 0 – 1        | Szlovénia    | barátságos   | -            |              |
| 2.           | 2008. augusztus 20. | Budapest, Puskás Ferenc Stadion | Magyarország | 3 – 3        | Montenegró   | barátságos   | -            | 61'          |
| 3.           | 2009. február 11.   | Ramat Gan, Ramat Gan Stadion    | Izrael       | 1 – 0        | Magyarország | barátságos   | -            | 75'          |
| 4.           | 2009. szeptember 5. | Budapest, Puskás Ferenc Stadion | Magyarország | 1 – 2        | Svédország   | vb-selejtező | -            | 64'          |
|              | Összesen            |                                 |              | 4            | mérkőzés     |              | 0            | gól          |